# Tiuh Memon
Tiuh Memon is een bestuurslaag in het regentschap Tanggamus van de provincie Lampung, Indonesië. Tiuh Memon telt 3795 inwoners (volkstelling 2010).